# 村田林藏
村田林藏（むらた りんぞう、1954年10月25日 - ）は、日本画家。日本美術院特待。師・平山郁夫。主に、親子牛・羊などの家畜や古都の風景、日本の自然の四季などのモチーフを得意とする。

## 年譜
- 1954年 - 岩手県花巻市大迫町に生まれる。
- 1973年 - 岩手県盛岡市立高等学校卒業。
- 1978年 - 東京藝術大学美術学部日本画科卒業。
- 1990年 - 第45回春の院展、再興75回院展ともに初入選。以後出品。
- 1993年 - 再興78回院展にて、日本美術院院友に推挙される。
- 1997年 - 奈良県明日香村橘寺（聖徳太子生誕の地）に天井画奉献。
- 1999年 - 芝・増上寺に天井画奉献。「増上寺天井絵展」出品。
- 2000年 - 第55回春の院展入選作「湖畔」外務省買い上げ。平泉・中尊寺「金色堂」の切手原画制作。8月発行。
- 2005年 - 「雲龍図」（5m×5m）制作。長野県須坂市・圓長寺本堂天井設置。
- 2009年 - 「村田林蔵日本画展」（日本橋・髙島屋）開催。
- 2011年 - 平泉世界遺産登録記念「村田林藏日本画展」（盛岡・川徳）。
- 2012年 - 平泉・中尊寺に日本画「金色堂散華心象図」50号を奉納。
- 2014年 - 「村田林藏・山田宏子二人展」開催（岩手町・石神の丘美術館）
- 2015年 - 岩手日報一面に、月一回の紙上ギャラリー「いわて心の風景」連
- 2015年 - 再興第100回院展に「ひととき」入選。日本美術院特待に推挙される。

## 作品収蔵
- 佐久市立近代美術館（長野県）
- 成川美術館（箱根・芦ノ湖）
- 郷（さと）さくら美術館（福島郡山・東京目黒）他多数。